# Peștera Tabun

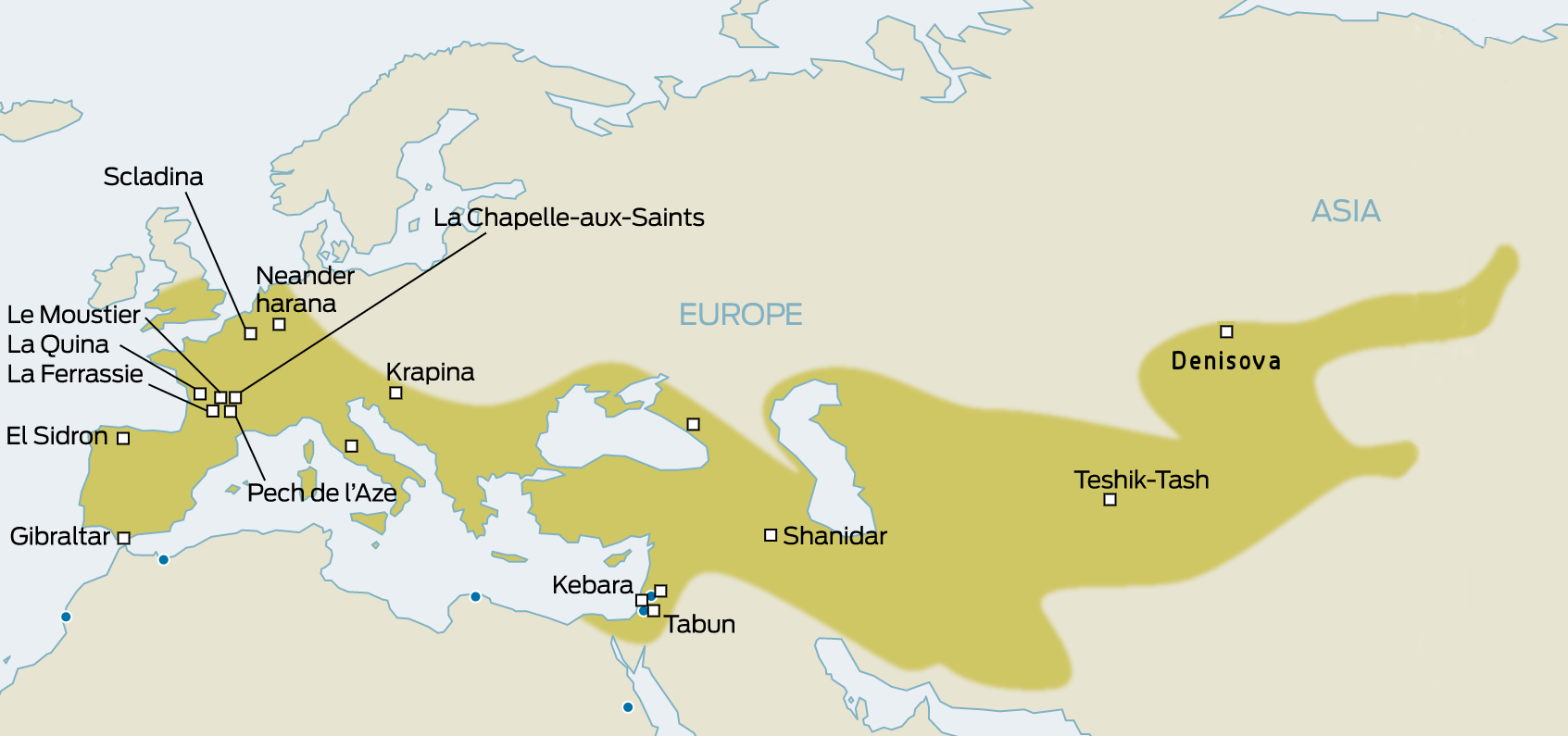
Distribuția Neanderthalului și a siturilor principale, inclusiv a peșterii Tabun.

Peștera Tabun este un sit excavat situat în Rezervația naturală Nahal Me'arot, Israel și este unul dintre siturile de evoluție umană de la Muntele Carmel, care au fost proclamate ca având valoare universală de către UNESCO în 2012.

## Istoric
Împreună cu siturile din apropiere din peștera El Wad, peștera Jamal și peștera Skhul, Tabun face parte din Rezervația Naturală Nahal Me'arot un parc național și Situl Patrimoniului Mondial UNESCO.
Peștera a fost ocupată intermitent în timpul Paleoliticul mijlociu și Paleoliticului inferior și (cu 500.000 până la aproximativ 40.000 de ani în urmă). În cursul acestei perioade, depozite de nisip, nămol și lut de până la 25 m (82 ft) s-au acumulat în peșteră.  Săpăturile sugerează că prezintă una dintre cele mai lungi secvențe de ocupație umană din Levant.

## Galerie

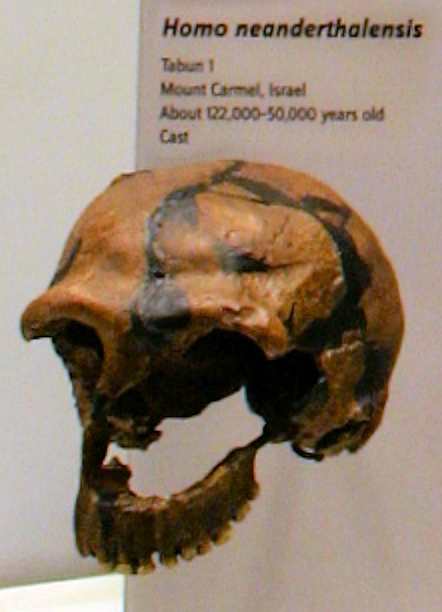
Homo Neanderthalensis, Tabun 1, Muntele Carmel, Israel circa 120.000–50.000 î.e.n. (replică)
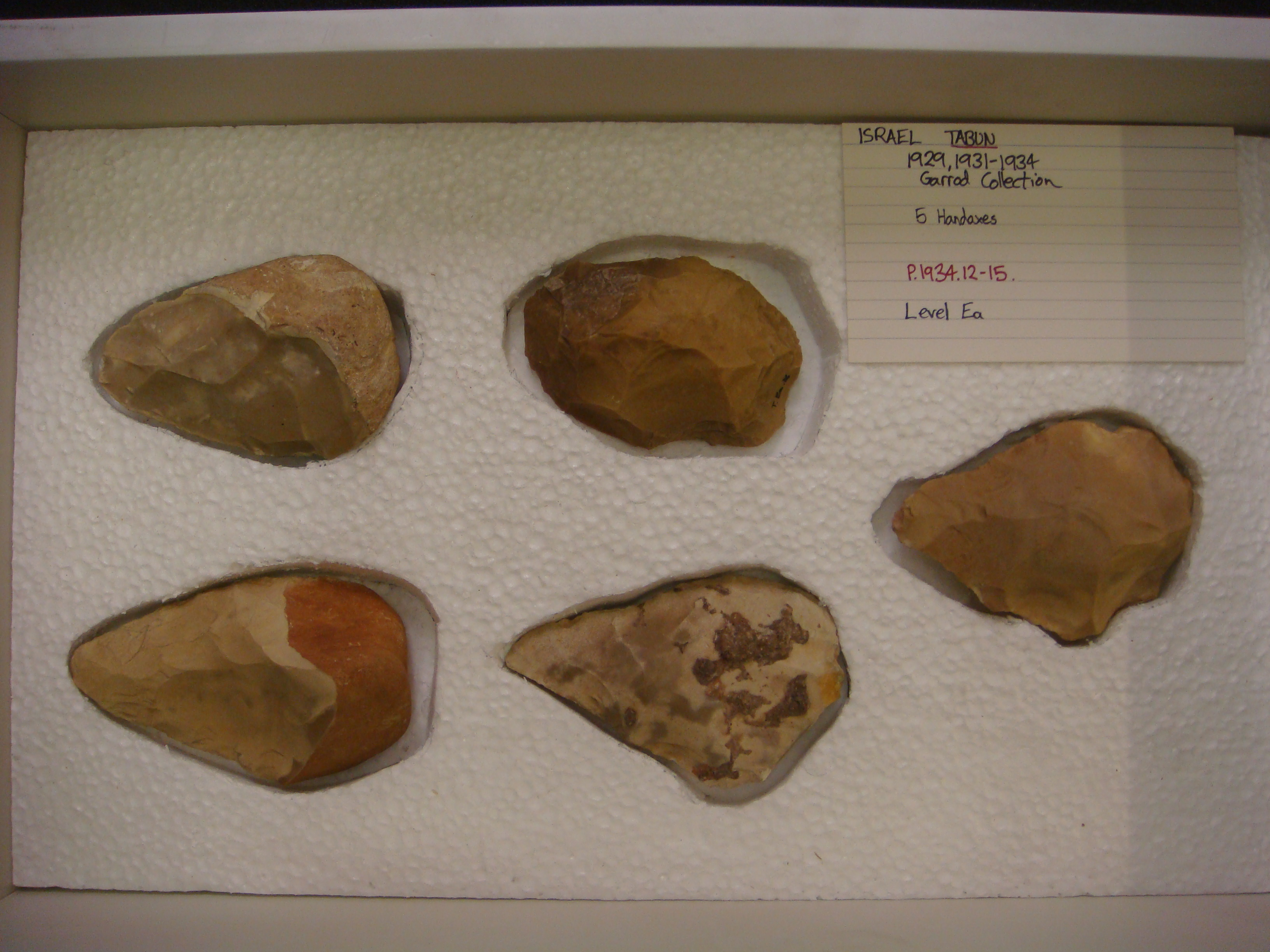
Cinci topoare de mână⁠(<span title="Topor de mână|topoare de mână la Wikidata">d)}, excavate în perioada 1929-1934, British Museum
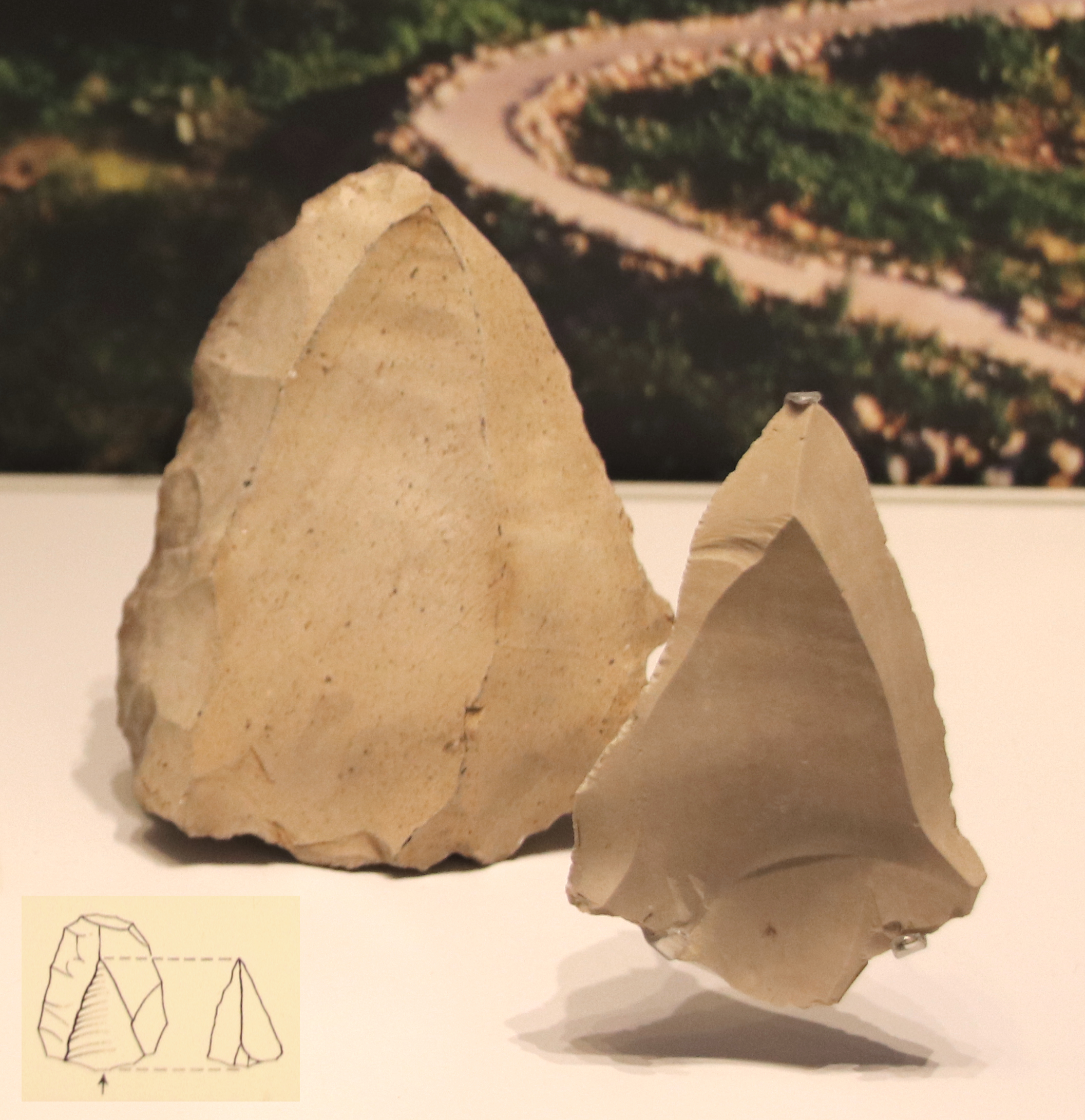
Producția de vârfuri de lance dintr-un miez de piatră de piatră, tehnica Levallois, Cultura mousteriană, peștera Tabun, 250.000-50.000 BP